# جون تامانو
جون تامانو (انگلیسی: Jun Tamano؛ زادهٔ ۱۹ ژوئن ۱۹۸۴) بازیکن فوتبال اهل ژاپن است.
از باشگاه‌هایی که در آن بازی کرده‌است می‌توان به باشگاه فوتبال توکیو وردی اشاره کرد.